# فهرست بلندترین فرودگاه‌ها بر پایه ارتفاع از سطح دریا
فهرست تجاری‌ترین فرودگاه‌ها

## فهرست فرودگاه‌های بلندتر از۲٬۵۰۰ متر (۸٬۲۰۲ فوت)ارتفاع از سطح دریا
| نام فرودگاه                                   | کشور                | مختصات                                                          | ارتفاع (متر) | ارتفاع (پا) |
| --------------------------------------------- | ------------------- | --------------------------------------------------------------- | ------------ | ----------- |
| فرودگاه کامدو بامدا                           | جمهوری خلق چین      | ۳۰°۳۳′۱۳″ شمالی ۰۹۷°۰۶′۳۱″ شرقی / ۳۰٫۵۵۳۶۱°شمالی ۹۷٫۱۰۸۶۱°شرقی  | ۴٬۳۳۴        | ۱۴٬۲۱۹      |
| فرودگاه بین‌المللی ال آلتو                     | بولیوی              | ۱۶°۳۰′۴۸″ جنوبی ۰۶۸°۱۱′۳۲″ غربی / ۱۶٫۵۱۳۳۳°جنوبی ۶۸٫۱۹۲۲۲°غربی  | ۴٬۰۶۱        | ۱۳٬۳۲۳      |
| فرودگاه بین‌المللی اینکا مانکو کاپاک           | پرو                 | ۱۵°۲۸′۰۱″ جنوبی ۰۷۰°۰۹′۲۹″ غربی / ۱۵٫۴۶۶۹۴°جنوبی ۷۰٫۱۵۸۰۶°غربی  | ۳٬۸۲۶        | ۱۲٬۵۵۲      |
| فرودگاه لاسا گونگار                           | جمهوری خلق چین      | ۲۹°۱۷′۵۲″ شمالی ۰۹۰°۵۴′۴۳″ شرقی / ۲۹٫۲۹۷۷۸°شمالی ۹۰٫۹۱۱۹۴°شرقی  | ۳٬۵۷۰        | ۱۱٬۷۱۳      |
| فرودگاه انداهوایلاس                           | پرو                 | ۱۳°۳۹′۰″ جنوبی ۰۷۳°۲۵′۰″ غربی / ۱۳٫۶۵۰۰۰°جنوبی ۷۳٫۴۱۶۶۷°غربی    | ۳٬۴۴۴        | ۱۱٬۲۹۹      |
| فرودگاه بین‌المللی الیاندرو ولاسکو استیت       | پرو                 | ۱۳°۳۲′۸″ جنوبی ۰۷۱°۵۶′۳۷″ غربی / ۱۳٫۵۳۵۵۶°جنوبی ۷۱٫۹۴۳۶۱°غربی   | ۳٬۳۱۰        | ۱۰٬۸۶۰      |
| فرودگاه بین‌المللی خوانا ازوردوی دا پادیلا     | بولیوی              | ۱۹°۰′۲۵″ جنوبی ۰۶۵°۱۷′۱۹″ غربی / ۱۹٫۰۰۶۹۴°جنوبی ۶۵٫۲۸۸۶۱°غربی   | ۲٬۹۰۴        | ۹٬۵۲۸       |
| فرودگاه بین‌المللی ماریسکال سوکره              | اکوادور             | ۰°۸′۲۸″ جنوبی ۷۸°۲۹′۱۷″ غربی / ۰٫۱۴۱۱۱°جنوبی ۷۸٫۴۸۸۰۶°غربی      | ۲٬۸۱۳        | ۹٬۲۲۹       |
| فرودگاه کامندنتی فاپ جرمان آریاس گرازیانی     | پرو                 | ۹°۲۰′۵۰″ جنوبی ۰۷۷°۳۵′۵۴″ غربی / ۹٫۳۴۷۲۲°جنوبی ۷۷٫۵۹۸۳۳°غربی    | ۲٬۷۷۳        | ۹٬۰۹۸       |
| فرودگاه محلی تلوراید                          | ایالات متحده آمریکا | ۳۷°۵۷′۱۴″ شمالی ۱۰۷°۵۴′۳۱″ غربی / ۳۷٫۹۵۳۸۹°شمالی ۱۰۷٫۹۰۸۶۱°غربی | ۲٬۷۶۷        | ۹٬۰۷۸       |
| فرودگاه میر جنرال فاپ آرماندو رووردو ایگلسیاس | پرو                 | ۷°۸′۲۱″ جنوبی ۰۷۸°۲۹′۲۱″ غربی / ۷٫۱۳۹۱۷°جنوبی ۷۸٫۴۸۹۱۷°غربی     | ۲٬۶۷۶        | ۸٬۷۸۰       |
| فرودگاه بین‌المللی رودریگز بیون                | پرو                 | ۱۶°۲۰′۲۸″ جنوبی ۰۷۱°۳۴′۵۹″ غربی / ۱۶٫۳۴۱۱۱°جنوبی ۷۱٫۵۸۳۰۶°غربی  | ۲٬۵۶۲        | ۸٬۴۰۶       |
| فرودگاه بین‌المللی ال دورادو                   | کلمبیا              | ۰۴°۴۲′۵″ شمالی ۰۷۴°۸′۴۹″ غربی / ۴٫۷۰۱۳۹°شمالی ۷۴٫۱۴۶۹۴°غربی     | ۲٬۵۴۸        | ۸٬۳۶۰       |
| فرودگاه بین‌المللی خورخه ویلسترمان             | بولیوی              | ۱۷°۲۵′۱۵″ جنوبی ۰۶۶°۱۰′۳۷″ غربی / ۱۷٫۴۲۰۸۳°جنوبی ۶۶٫۱۷۶۹۴°غربی  | ۲٬۵۴۸        | ۸٬۳۶۰       |